# Rino De Candido
Rino De Candido (* 2. Juni 1954 in San Giorgio della Richinvelda) ist ein ehemaliger italienischer Radrennfahrer und nationaler Meister im Radsport.

## Sportliche Laufbahn
De Candido war Bahnradfahrer. Er startete für die Vereine Ciclisti Padovani und Despair Padova.
Er war Teilnehmer der Olympischen Sommerspiele 1976 in Montreal. In der Mannschaftsverfolgung belegte der Vierer aus Italien in der Besetzung Sandro Callari, Cesare Cipollini, Rino De Candido und Giuseppe Saronni den 5. Platz.
1975 gewann er die Goldmedaille im Mannschaftszeitfahren bei den Mittelmeerspielen.
Mit dem Radsport begonnen hatte er 1971, wurde später italienischer Schülermeister.
Viermal gewann er die nationale Meisterschaft in der Mannschaftsverfolgung. 1977 siegte er im Amateur-Sechstagerennen von Mailand mit Sandro Callani. Er gewann rund 20 Straßenrennen in seiner Laufbahn. 1979 wurde er Vize-Meister im Einzelzeitfahren. 1980 beendete er seine Karriere und wurde als Trainer und Mechaniker tätig.

## Berufliches
Nach seiner Laufbahn war er als Juniorentrainer für verschiedene Vereine tätig. 2021 wurde er von italienischen Verband als Sportdirektor für die Para-Sportler eingesetzt.